# Sean West
Sean Edward West (né le 15 juin 1986 à Houston, Texas, États-Unis) est un lanceur gaucher des Ligues majeures de baseball jouant avec les Marlins de la Floride.

## Carrière

### Débuts
Sean West est un choix de première ronde des Marlins de la Floride en 2005. Fin 2008, il est considéré par les experts de Baseball America comme le meilleur lanceur d'avenir de la franchise, et sa balle glissante semble son meilleur atout.

### Saison 2009
Après avoir amorcé la saison 2009 dans les ligues mineures, West obtient un premier appel des Marlins en mai de cette année-là et fait ses débuts dans les majeures comme lanceur partant de l'équipe le 23 mai face aux Rays de Tampa Bay. Il n'est pas impliqué dans la décision. Après avoir encaissé une première défaite le 3 juin contre Milwaukee, il rebondit à son départ suivant, le 8 juin face aux Giants de San Francisco. Opposé au lanceur étoile Randy Johnson, le jeune gaucher n'accorde que deux coups sûrs et aucun point en huit manches lancées pour sa première victoire dans le baseball majeur. West effectue 20 départs pour Floride au cours de la saison 2009 et clot la campagne avec huit gains et six revers et une moyenne de points mérités de 4,79.

### Saison 2010
Il lance la saison 2010 dans les mineures avec le club-école des Marlins, situé à la Nouvelle-Orléans. En deux départs pour les Marlins, il encaisse deux défaites. Il ne joue pas avant le 1er juin en raison d'une blessure au dos.

## Statistiques
| Saison | Équipe  | G  | GS | CG | SHO | V | D | SV | IP    | SO | ERA  |
| ------ | ------- | -- | -- | -- | --- | - | - | -- | ----- | -- | ---- |
| 2009   | Floride | 20 | 20 | 0  | 0   | 8 | 6 | 0  | 103.1 | 70 | 4,79 |
| 2010   | Floride | 2  | 2  | 0  | 0   | 0 | 2 | 0  | 9.1   | 8  | 7,71 |
| Totaux | Totaux  | 22 | 22 | 0  | 0   | 8 | 8 | 0  | 112.2 | 78 | 5,03 |

Note : G = Matches joués ; GS = Matches comme lanceur partant ; CG = Matches complets ; SHO = Blanchissages ; 
V = Victoires ; D = Défaites ; SV = Sauvetages ; IP = Manches lancées ; SO = Retraits sur des prises ; ERA = Moyenne de points mérités.